# عماد عوده
عماد عوده (عربی: عماد عودة؛ زادهٔ ۱۵ نوامبر ۱۹۷۶) یک بازیکن فوتبال اهل عراق است.
از باشگاه‌هایی که در آن بازی کرده‌است می‌توان به نفط الجنوب، الزورا، و تیم ملی فوتبال عراق اشاره کرد.
وی همچنین در تیم ملی فوتبال تیم ملی فوتبال عراق بازی کرده است.